# José Luis Quiñónez
José Luis Quiñónez (n. Guayaquil, Guayas, Ecuador; 29 de mayo de 1984) es un exfutbolista ecuatoriano que jugaba de defensa central o volante defensivo.
Quiñónez, se le dio el apodo de "El Pulpo" por los aficionados de Emelec debido a su inteligencia en el campo, velocidad, gran capacidad de marcado y piernas largas. Él es un buen jugador global que a veces también se utiliza como un centro atrás y también ha cosechado algunos éxitos tanto de disparos de lejos y como de cabeza en síntesis es un Crack.

## Trayectoria

### Inicios
José Luis Quiñónez nació futbolísticamente en la cantera del Club Sport Emelec, donde quedó campeón en la categoría Sub-20.

### Club Sport Emelec
Debutó como profesional en Primera División en el 2004, año en el que no tuvo muchas oportunidades.

### LDU de Portoviejo
El 2005 fue prestado a la LDU de Portoviejo.

### Club Sport Emelec
El 2006 retorna a Emelec, en Emelec es tricampeón de Ecuador (2013-2014-2015), y ha realizado partidos destacados incluso en torneos internacionales.

## Selección nacional
En diciembre del 2009 fue convocado a la Selección de fútbol de Ecuador, dirigida por el técnico Sixto Vizuete.

## Clubes
| Club              | País    | Año         |
| ----------------- | ------- | ----------- |
| Emelec            | Ecuador | 2004        |
| LDU de Portoviejo | Ecuador | 2005        |
| Emelec            | Ecuador | 2006 - 2016 |
| Liga de Loja      | Ecuador | 2017        |
| Guayaquil City    | Ecuador | 2018        |
| Santa Rita        | Ecuador | 2019 - 2020 |

## Palmarés

### Campeonatos nacionales
| Título             | Club   | País    | Año  |
| ------------------ | ------ | ------- | ---- |
| Serie A de Ecuador | Emelec | Ecuador | 2013 |
| Serie A de Ecuador | Emelec | Ecuador | 2014 |
| Serie A de Ecuador | Emelec | Ecuador | 2015 |

### Torneos internacionales amistosos
| Título            | Club   | Año  |
| ----------------- | ------ | ---- |
| Copa del Pacífico | Emelec | 2010 |
| Copa del Pacífico | Emelec | 2016 |